# Pšovlky
Pšovlky (en allemand : Pschoblik) est une commune du district de Rakovník, dans la région de Bohême-Centrale, en République tchèque. Sa population s'élevait à 315 habitants en 2020.

## Géographie
Pšovlky se trouve à 10 km à l'ouest de Rakovník et à 59 km à l'ouest du centre de Prague.
La commune est limitée par Kolešovice au nord, par Přílepy et Senomaty à l'est, par Šanov au sud-est, par Řeřichy au sud, et par Oráčov et Švihov à l'ouest.

## Histoire
La première mention écrite de la localité date de 1273.

## Transports
Par la route, Pšovlky se trouve à 11 km de Rakovník et à 71 km du centre de Prague.